# App store

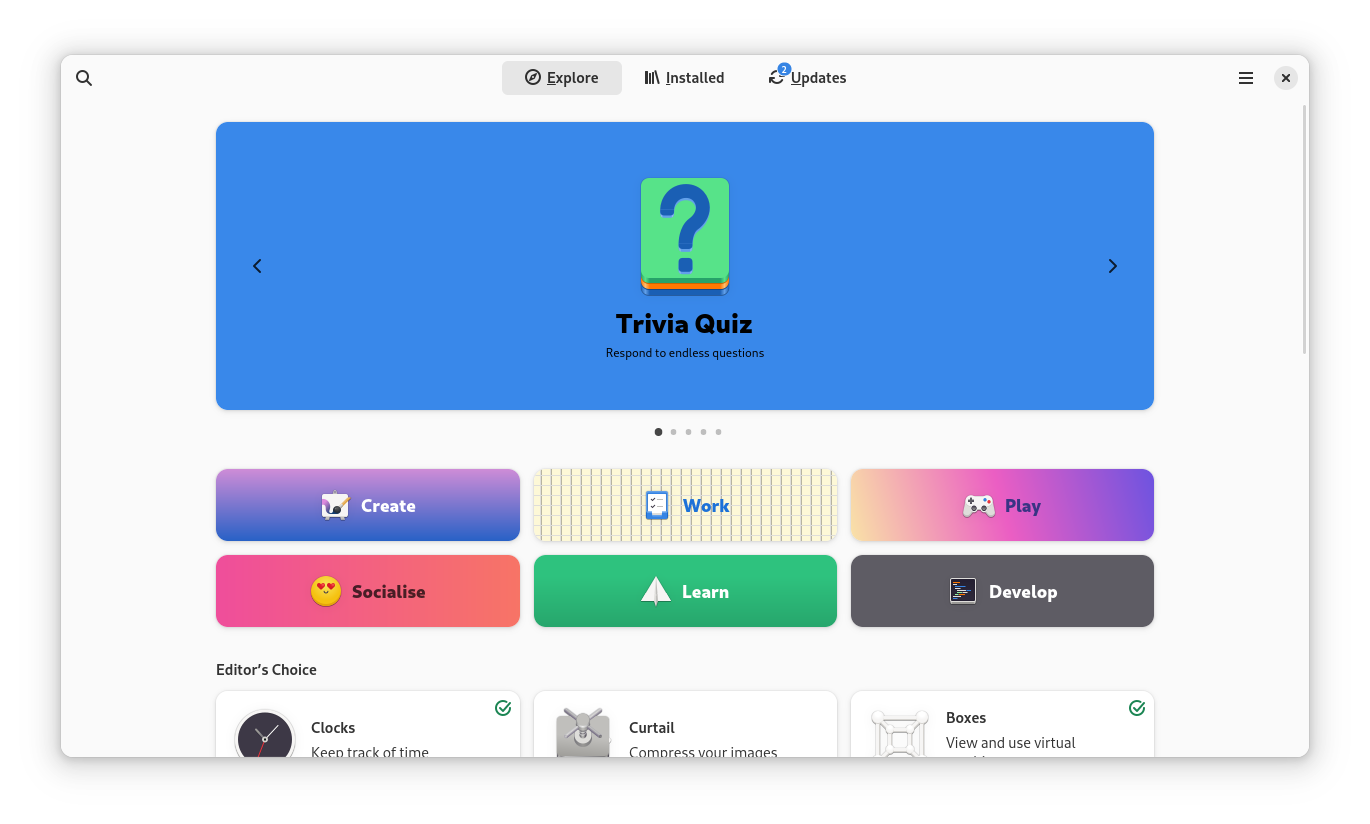
Il GNOME Software (o Ubuntu Software), un esempio di app store.

Un app store (o anche app marketplace; lett. "negozio di applicazioni") è una piattaforma di distribuzione digitale: un negozio virtuale in cui si possono acquistare, scaricare e vendere applicazioni (anche in versione per smartphone) chiamate app. 
Il nome è stato di fatto reso popolare da Apple, con la creazione dell'omonimo negozio di app per i suoi dispositivi.

## Storia
Già dagli anni Ottanta in poi si affermarono diverse forme di distribuzione software nel campo dell'informatica, come vari Bulletin board system (BBS) commerciali che si susseguirono in quegli anni. L'introduzione del sistema operativo Linux portò alla nascita e alla diffusione dell'idea dei package manager. Nel 2009 Ubuntu, la più diffusa distribuzione di Linux, ha introdotto un suo "app store" in aggiunta ai tradizionali gestori di pacchetti, l'Ubuntu Software Center, in modo da rendere la disponibilità del software per il sistema più facilmente reperibile e l'esperienza utente più gradevole.  Tale software è stato poi sostituito dal 2016 con il GNOME Software.
Nel 2011 sia Apple che Microsoft decisero di introdurre degli app store per i loro principali sistemi operativi desktop.

### Nella telefonia mobile
Con il progressivo affermarsi della telefonia mobile, negli anni Duemila diversi operatori e costruttori cominciarono a integrare dei piccoli negozi di applicazioni (solitamente scritte in Java o JavaScript) nei telefoni cellulari.
All'inizio anche Apple per il suo primo iPhone del 2007 aveva intenzione di continuare sulla strada di app scritte in Java o web app scritte in JavaScript scaricate da vari canali indipendenti, ma nell'estate del 2008 decise invece di introdurre il proprio App Store e il proprio framework per la creazione di app per i suoi dispositivi.
La rapida popolarità acquisita dall'App Store di Apple spinse anche gli altri attori del nascente campo degli smartphone a lanciarne di propri, sebbene al 2025 nel campo mobile soltanto il Play Store di Google sia rimasta l'unica concreta alternativa commerciale e ufficiale. La notorietà dell'App Store di Apple ha fatto sì anche che tale espressione diventasse eponima di tutti i negozi virtuali di app in generale: nel 2011 Apple arrivò a denunciare Amazon e altre aziende per l'uso del termine "app store" nei loro prodotti e servizi. Nel 2013 una Corte distrettuale giudicò infondata l'accusa che tali aziende stessero tentando di imitare Apple a tal punto da confondere i consumatori.

## Descrizione
Un moderno app store è solitamente disponibile come un'applicazione che contiene diverse pagine standard: una per scoprire le novità, altre per esplorare le varie categorie e generi di app, e infine una per gestire i download, gli aggiornamenti e il proprio catalogo di app acquistate.
Un app store può essere visto come un "gestore di pacchetti" (o package manager in inglese) dotato di limitazioni imposte da un'azienda o una comunità di sviluppatori indipendenti.
Negli anni 2010 si sono progressivamente diffusi molti app store commerciali specializzati in particolare nella distribuzione digitale di videogiochi, come Epic Games Store e Origin o EA app.

### App store popolari
- App Store
- Google Play
- Microsoft Store (software)
- GNOME Software
- F-Droid